# مزاد علني

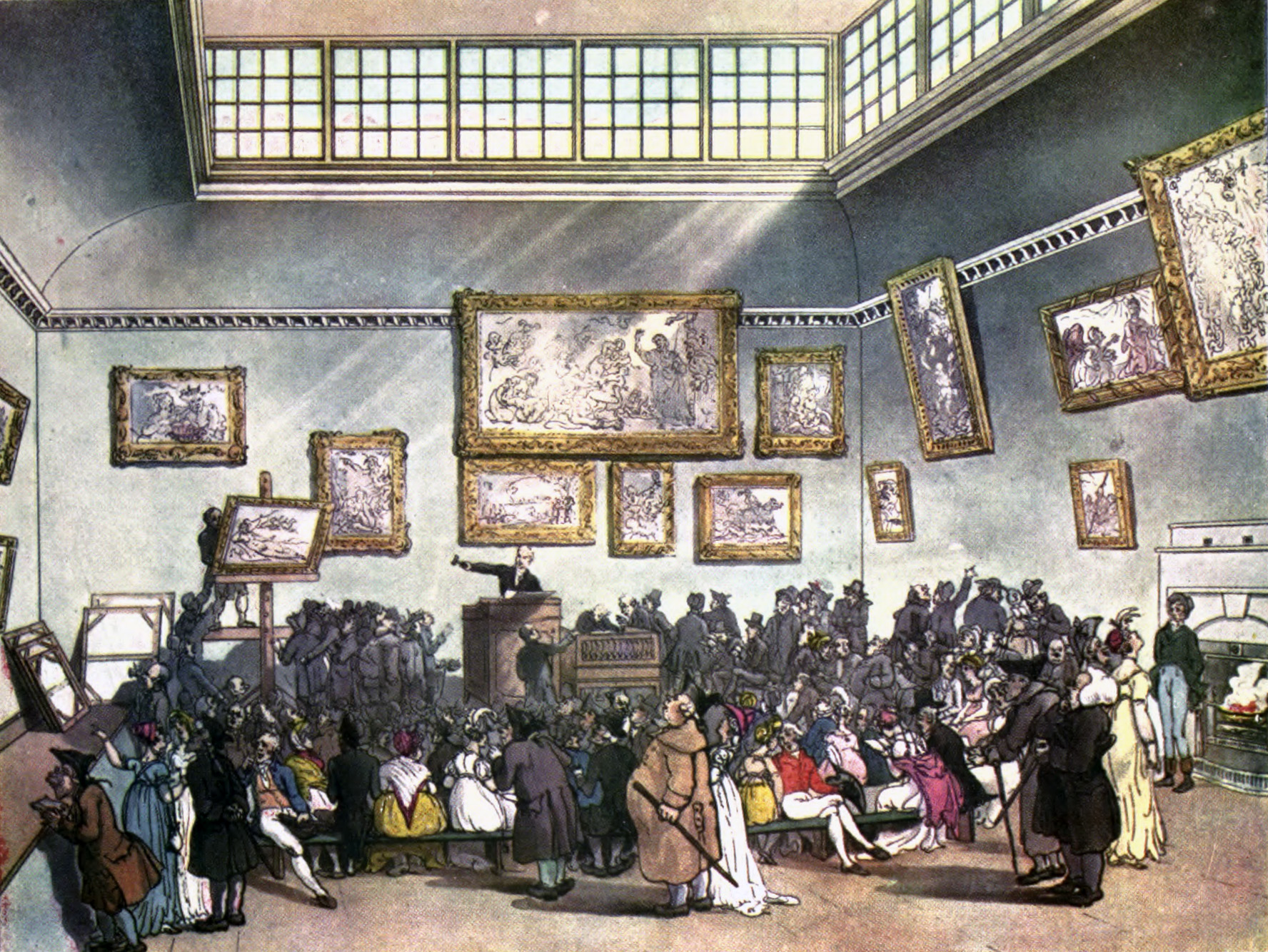
غرفة المزاد، كريستيز.

المزاد العلني هو مزاد تنظمه جهة نيابة عن الحكومة لبيع ممتلكات حكومية أو أملاك انتزعت من جهة ما بحكم قضائي.

## بيع الممتلكات الخاصة
فرنك سويسري من العملات القديمه المفقوده النادرة في العالم من سنة 1940